# Monumento cultural (República Checa)
Los monumentos culturales de la República Checa (en checo: kulturní památka) son propiedades protegidas (tanto bienes muebles como inmuebles) designados por el Ministerio de Cultura de la República Checa. Los monumentos culturales que constituyen la parte más importante del patrimonio cultural checo pueden ser declarados monumentos culturales nacionales (checa: národní kulturní památka) por un reglamento del Gobierno de la República Checa.

## Criterios
Los criterios para declarar un objeto de un monumento cultural, así como las reglas de su protección y de gestión se definen en la Ley 20/1987, sobre Preservación del Patrimonio del Estado. Los criterios incluyen aquellos objetos que son «un importante registro del desarrollo de la historia, forma de vida y el entorno de la sociedad desde los tiempos más antiguos hasta el día de hoy, como un despliegue de las capacidades creativas y el trabajo de los hombres en los diversos campos de las actividades humanas, por su valor revolucionario, histórico, artístico, científico y técnico, [o] que tienen una relación directa con importantes personalidades y acontecimientos históricos.»